# スクラップメタル
スクラップメタル（Scrap Metal）は、2006年にネルソンのガナー・ネルソンを中心にサイドプロジェクトとして結成されたロックバンド。ハードロック系のミュージシャンにより結成。
2007年2月に初ライブを行った。
メンバー全員がリードボーカルを取ることができ、かつ楽器もできる。
メンバーそれぞれがヒット曲を持っており、それらの曲を演奏するごとにリードボーカルを交代するという、珍しいバンド形態を取っている。

## メンバー
- マシュー・ネルソン(Matthew Nelson) ボーカル / 
ベース 　現ネルソン
- ガナー・ネルソン(Gunnar Nelson) ボーカル / ギター 　現ネルソン
- エリック・マーティン(Eric Martin) ボーカル / ギター 　現MR. BIG
- ケリー・ケイギー(Kelly Keagy) ボーカル / ドラム 　現ナイト・レンジャー
- マーク・スローター(Mark Slaugter) ボーカル / ギター 　現スローター